# Maracaju (ort)
Maracaju är en ort i Brasilien.   Den ligger i kommunen Maracaju och delstaten Mato Grosso do Sul, i den södra delen av landet, 1 000 km sydväst om huvudstaden Brasília. Maracaju ligger 381 meter över havet och antalet invånare är 22 690.
Terrängen runt Maracaju är platt. Det finns inga andra samhällen i närheten.
Runt Maracaju är det i huvudsak tätbebyggt. Runt Maracaju är det mycket glesbefolkat, med 6 invånare per kvadratkilometer.